# Mario Party 10
Mario Party 10 (マリオパーティ10, Mario Pāti Ten) és un videojoc de festa per a la Wii U i la desena entrega per a consola de sobretaula de la sèrie Mario Party. El joc es va anunciar a l'E³ 2014 i es va llançar el 12 de març de 2015 al Japó, el 20 de març a Amèrica del Nord i Europa i el 21 de març a Australàsia.

## Jugabilitat

### Modes

Captura de pantalla del minijoc Bowser's Hammer Slammer, del mode Bowser Party. En aquest minijoc en Bowser ha de picar amb el martell als quatre contrincants per intentar robr-los-hi vides. Es veu la vista d'ocell a la televisió mentre que la GamePad mostra el que veuen els ulls d'en Bowser.

- Party Mode (Fiesta, "festa"). El joc compta amb molts elements de joc reutilitzats de Mario Party 9, així com el cotxe en què quatre personatges es mouen junts pels taulers dirigits per un capità, les Mini Stars i els caps al final dels taulers. Hi haurà alguns obstacles en el camí, com un Whomp perquè bloquegi, com a Perillous Palace Path de Mario Party: Island Tour. A més, les botigues d'articles tornen de Mario Party 7. Almenys un d'ells tindrà la forma d'una casa de Toad. Les taulers del mode tenen així algunes sorpreses en el camí en forma d'esdeveniments especials. Batalles contra els caps segueixen succeint en el medi i al final de les safates.[9]
  - Free Play (Juego Libre, "joc lliure"). S'hi poden jugar a minijocs.
  - Coin Challenge (Desafío de Monedas, "desafiament de monedes"). Quatre personatges juguen minijocs i guanyen monedes d'acord amb el seu lloc en els minijocs. Després de 7 minijocs, el personatge amb el major nombre de monedes és anunciat com el guanyador.
- Bowser Party (Fiesta de Bowser, "festa d'en Bowser"). Un dels jugadors amb el Wii U GamePad controla en Bowser, mentre que els altres quatre usen el Wii Remote.[8] Mini Estrelles se substitueixen pels cors. L'objectiu de Bowser és esgotar tots els altres jugadors cors, mentre que l'objectiu dels jugadors és fer-ho al final del curs amb almenys un cor entre ells. Bowser torna molts daus, corresponent al nombre d'altres jugadors disponibles. Bowser Party utilitza tres dels cinc taulers del mode Mario Party. En Bowser pot plantar trampes en el camp de joc.[9]
- amiibo Party ("festa amiibo"). Vegeu #Compatibilitat amb amiibo.
- amiibo Bonus ("bonificació d'amiibo"). El jugador rep sorpreses un cop al dia si utilitza un amiibo; és una ruleta anomenada "Scratch Bonus".
- Bonus Games ("jocs extra"). Inclou minijocs especials: Badminton Bash, Jewel Drop, minijocs de Bowser Jr., Minigame Tournament i Bowser Challenge.
  - Badminton Bash ("festa de bàdminton"). És un minijoc on quatre jugadors juguen en equips 2 contra 2 a bàdminton.
  - Jewel Drop ("joia caiguda"). És un minijoc d'aparellar fitxes semblants que es juga entre dos jugadors.
  - Minijocs de Bowser Jr.. Inclou els minijocs Bowser Jr.'s Clobber Cage (s'ha d'intentar colpejar en Bowser Jr. amb un martell) i Bowser Jr.'s Bonk Bash (s'ha de lluitar amb el Bowser Jr. amb blocs transparents).
  - Minigame Tournament (Torneo de Minijuegos, "torneig de minijocs"). Un torneig per rondes en què participen 8 personatges. Cada ronda és un minijoc, i els personatges que romanen primer i segon en els minijocs arriben a la següent ronda.
  - Bowser Challenge (Desafío Bowser, "desafiament Bowser"). El jugador, com Bowser, ha de jugar tots els 10 minijocs Bowser, tractant de prendre la major quantitat de cors. Després d'acabar els minijocs, Bowser Jr. qualifica en Bowser.
- Toad's Room (Sala de Toad, "sala d'en Toad"). S'hi poden comprar ítems i vehicles, veure la llista de desafiaments o fer muntatges de fotografies.[10]
  - Shop (Tienda, "botiga"). Els jugadors poden comprar personatges, regular la dificultat principal per als jugadors controlats per la consola, vehicles per a les taules, la música, i models de personatges i fons per usar-los al mode Photo Studio.
  - Challenge List (Lista de desafíos, "llista de desafiaments"). Els jugadors veuen els desafiaments completats i encara sense acabar.
  - Photo Studio (Photo Booth a Amèrica, Estudio Fotográfico a Espanya, "estudi de fotografies"). Permet fer muntatges de fotos capturades al joc.
  - Music (Música, "música"). Els jugadors poden escoltar les cançons comprades a la botiga.
  - Staff credits (Créditos, "crèdits"). Permet veure la gent que ha creat el joc.
  - Miiverse. Des d'aquí s'accedeix directament a la comunitat de Mario Party 10 de Miiverse.

### Personatges jugables
Es pot controlar a Mario, Luigi, Peach, Princesa Daisy, Wario, Yoshi, Bowser (només en el mode Bowser Party), Estela (desbloquejable), Waluigi, Toad, Toadette (desbloquejable), Donkey Kong i l'enemic Spike de Super Mario Bros. 3 per primer cop a la sèrie.

### Espais
- Bàsics:
  - Blue Space ("espai blau") - Li dona al jugador un Dau de blocs a l'atzar.
  - Green Space ("espai verd") - No fa res.
  - Event Space ("espai esdeveniment") - Causa un esdeveniment.
  - Lucky Space ("espai de la sort") - Inicia un esdeveniment beneficiós que ajuda al jugador.
  - Unlucky Space ("espai de la mala sort") - Inicia un esdeveniment que danya el jugador.
  - Minigame Space ("espai minijoc") - Comença un minijoc.
  - Bowser Jr. Space ("espai Bowser Jr.") - Fa girar una ruleta, que actua de manera similar quan el jugador aterra en un espai Bowser.
  - Boss Battle Space ("espai de lluita de cap") - Fa començar un minijoc de cap.
  - Back Space ("espai endarrere") - Fa que el jugador vagi cap enrere.
  - Dash Space ("espai tauler") - Fa que el jugador tiri el dau de nou.
  - Shuffle Space ("espai aleatori") - Baralla l'ordre de torn
  - Boo Emblem Space ("espai de l'emblema d'en Boo") - Desconegut (apareix en alguns taulers)
- Exclusiu del mode Bowser Party:
  - +Health Space ("espai de més salut") - Afegeix cors a la salut del jugador.
  - +1 dau per en Bowser - Bowser Jr. apareix i li dona a en Bowser un dau extra.
  - -1 dau per en Bowser - En Nabbit apareix i roba un dau d'en Bowser. Aquest espai és molt estrany, i només apareix a Whimsical Waters i Chaos Castle, i només n'hi ha tres en tot el joc (dos a Whimsical Waters i un a Chaos Castle).
- Exclusiu del mode amiibo Party.
  - Blue Space ("espai blau") - Dona monedes al jugador.
  - Red Space ("espai vermell") - Pren monedes del jugador.
  - Warp Pipe Space' ("espai del tub de trasllat") - Trasllada el jugador a un altre Warp Pipe Space.
  - Bowser Space ("espai d'en Bowser") - Apareix en Bowser que farà girar una ruleta i causarà quelcom al jugador.
  - Star Space ("espai estrella") - Permet al jugador que compri estrelles.
  - Event Space ("espai esdeveniment") - Té lloc un esdeveniment basat en el tauler.
  - Dice Block Space ("espai del dau") - Dona al jugador un altre dau.

### Taulers
- Mushroom Park (Parque Champiñón, "parc xampinyó"). Un tauler que és un parc d'atraccions amb el castell de Peach i diverses atraccions. Es pot jugar també al mode Bowser Party.
- Haunted Trail (Sendero Encantado, "camí encantat"). Un tauler encantat amb diferents àrees sobre la base d'un cementiri, fustes encantades, i un pantà.[14]
- Whimsical Waters (Arrecife Extravagante, "escull extravagant"). Un tauler basat en un llac.[3] Es pot jugar també al mode Bowser Party.
- Airship Central (Maniobras Navales, "central de l'aeropla"/"maniobres navals"). Un tauler que es fixa a la part alta dels núvols (foscos) i compta amb l'objectiu que els jugadors arribin a l'aeronau d'en Bowser per destruir-la. S'hi condueix un aeropla.[15]
- Chaos Castle (Castillo del Caos, "castell del caos"). Un tauler basat en lava i en el castell d'en Bowser.[3] Es pot jugar també al mode Bowser Party.

### Compatibilitat amb amiibo

Captura de pantalla del tauler d'en Mario al mode amiibo Party. S'ha de tenir en compte totes les referències al personatge i a la saga presents.

Mario Party 10 és compatible amb els figurins de comunicació de camp proper amiibo. Allibera el mode "amiibo Party" (amiibo Party, "festa amiibo"), que permet funcions especials en els taulers relacionats amb els personatges, i emprant-los com a fitxes. Per exemple, en el de Mario hi ha una ruleta en el qual pot tocar-li al jugador un Mega Mushroom que permet a la fitxa aconseguir monedes derrotant els altres només passant-hi per sobre, i en el de Luigi és possible emprar l'aspiradora Succionaentes per robar monedes i estrelles.
Són compatibles amb les figures de la línia "amiibo x Super Mario" (formada per Mario, Luigi, Peach, Yoshi, Bowser i Toad, que surten al mateix temps que Mario Party 10), així com les seves versions en la línia "amiibo x Super Smash Bros." i les figures de Wario, Donkey Kong i Estela i Destello de la línia "amiibo x Super Smash Bros.". La resta de figures desbloquegen tiquets en forma de Mario Party Points ("punts Mario Party") per adquirir col·leccionables.
Cada joc està dividit en quatre parts. Cadascun dels taulers es poden intercanviar per a les seccions relacionades amb altres joguines amiibo; és a dir, es pot jugar en un tauler amb quatre temàtiques amiibo. Cada tauler té una única ruta possible. Pot moure més ràpid per les safates a través de canonades de traspàs. Diversos tokens (fitxes que atorguen habilitats especials) es poden comprar per a cada partida; se'n pot gravar en cada figura amiibo, que pot ser substituible; exemples són: llençar de cinc daus en un torn, vetar un minijoc seleccionar, començar el nou procés de selecció, invocar estrelles a través del tauler, doblar el nombre de monedes guanyades en un minijoc o canviar de lloc un personatge. Recollir tokens relacionats amb els personatges obre parts de tauler corresponents. Al mode amiibo Party, mentre es mou pels taulers, necessita moure el seu amiibo pel GamePad per utilitzar els daus, per fer girar les ruletes, i més. No calen figures amiibo addicionals per desbloquejar els taulers addicionals.
Escenejar l'amiibo de Mario Daurat (disponible el 20 de març a les botigues Wal-Mart dels EUA o a les botigues canadenques el 10 d'abril), desbloqueja l'ítem "Gold Token", que normalment és desbloquejat després d'aconseguir tots els tokens del tipus Gold al joc.
Els amiibo de la línia Splatoon (Inkling Noi, Inkling Noia i Inkling Calamar) també funcionen amb el joc.

## Desenvolupament
| Director    | Shuichiro Nishiya                           |
| Productors  | Jumpei Horita Toshiaki Suzuki Atsushi Ikeda |
| Compositors | Masayoshi Ishi Rei Kondoh Toshiki Aida      |

El logotip mostrat en l'E³ 2014.

Mario Party 10 es va anunciar al Nintendo Digital Event de l'E³ 2014. En el Nintendo Direct del 14 de gener de 2015, s'anuncia la data de llançament (13 de març al Japó, el 20 de març a Europa i Amèrica i el 21 de març a Australàsia), el pack que conté una figura amiibo de Mario de la nova sèrie "amiibo x Super Mario" i més aspectes de la jugabilitat.
Shuichiro Nishiya i Jumpei Horita, director i productor del joc, van parlar de la dificultat d'ajustar la dificultat en el mode Bowser Party, principalment perquè Bowser mai llencés molt enrere els jugadors si perdien, i que la partida acabés massa ràpid. Horita va complementar la resposta dient que, encara que molts jugadors indiquin el contrari, el resultat de cada dau està basat totalment en sort, com un joc de tauler normal. Nishiya també va explicar la idea del mode Bowser Party: es van imaginar una escena en què Mario i Bowser s'enfrontaven, i el fet d'afegir-ho al Wii U GamePad -que els va semblar fàcil-, i com en Bowser atacaria en Mario.

## Recepció

### Crítica
La qualificació que dona la revista japonesa Famitsu a Mario Party 10 és de 8/8/8/9, formant un 33 de 40. Els quatre analistes elogien tant el mode Bowser Party, com la funcionalitat dels amiibo i els minijocs.
Mario Party 10 ha rebut una crítica mitxa per a la premsa occidental, amb una mitjana de 63,97% a GameRankings i un 66/100 a Metacritic. La nota més alta, de 9,0/10, és de God is a Geek, argumentant: "En la seva essència, Mario Party 10 és simplement un altre joc de Mario Party, però també és el millor. Smash Brothers i Mario Kart són superiors "jocs gamers", però per sortir de festa amb els amics o membres de la família que només juguen casualment, no es pot aconseguir molt millor que això."
Amb un 7/10, Nintendo Life diu que és un gran lloc per començar si mai s'ha jugat a un joc de la sèrie abans, però que hi ha jocs pitjors si es vol diversió amb amics. IGN, amb un 6,5/10, felicita el mode de 5 jugadors i els minijocs però troba avorrit l'ús dels amiibo, els minijocs infreqüents i la manca de sala d'estratègies. Amb un 65/100, Nintendo World Report diu que els minijocs no són marginalment millors o pitjors que els altres jocs, encara que hi ha un bon equilibri de minijocs tradicionalment controlats amb control de moviment i presents en el títol. Hardcore Gamer, amb un 3 de 6, diu que s'aprofita d'anteriors jocs per intentar semblar millor. Amb un 60/100, GamingTrend diu que Mario Party 10 és divertit de vegades, però l'experiència és sovint humitejada per la seva dependència de la sort. "El joc pot tenir algunes qualitats redemptores, però el seu fort element aleatori i la manca de minijocs convincents que fa que aquest tram se sent com un pas enrere en lloc de la renovació de joc que les necessitats de la sèrie."
Amb un 6/10, Destructoid diu que simplement no hi ha prou carn als modes de joc principal, aparentment a favor d'afegir en una barreja de conceptes que estan aïllats entre si. "És hora d'abandonar el concepte de vehicle, Nd Cube, ja que limita intrínsecament la naturalesa extensa dels mapes que es van jugar anys i anys." Amb la mateixa nota, Metro GameCentral diu que amiibo Party és un pas positiu cap al passat més agradable de la franquícia, però la resta de modes són avorrits. GameInformer, amb un 6/10, diu que no és divertit sense amics. GameSpot, amb un 6/10, felicita els minijocs i el visual, però les partides amiibo són massa superficials, el guanyador està condicionat més per la sort en comptes de l'habilitat, la implementació amb el Wii U GamePad és bona però pesada, no té atractiu durador i sembla massa familiar.
Amb un 5 de 10, EGM diu que per la manca de contingut és un fracàs per a la nostàlgia dels jugadors veterans. GamesRadar, amb la mateixa nota, diu que Mario Party 10 sembla més una serp, per continuar amb la fórmula de Mario Party 9, que una escala ascendent.
Amb un 4,5 de 10, GameTrailers suspèn Mario Party 10, dient que no està confirmat per a la festa, i que queda estrany després de seguir la línia de Mario Party 9. Digital Spy li dona 2 estrelles de 5, argumentant que la diversió és efímera.

### Vendes
Mario Party 10 va ser el sisè joc més descarregat a la eShop americana de Wii U abans del seu llançament, és a dir, la reserva, la setmana del 18 de març. A data de 25 de març va ser el més venut. El joc va ser el sisè més venut a la setmana del 21 al Regne Unit, i el més venut en la categoria de jocs de Wii U. El joc va continuar essent el més venut de la seva categoria el 16 de maig de 2015. El joc va ser el cinquè més venut al Japó del 9 al 15 de març, amb 50.212 unitats venudes.

### Màrqueting
Durant el període de llançament europeu, australià i americà va sortir un paquet del joc incloent l'amiibo de Mario (exclusiu) de la sèrie "amiibo x Super Mario". La Nintendo britànica el va sortejar entre el 30 de gener i el 2 de febrer de 2015; per participar, s'havia d'enviar una fotografia de la seva col·lecció d'amiibo. L'amiibo de Mario està disponible individualment al Japó i a Amèrica del Nord (aquest només des del 3 d'abril). A Amèrica del Nord van sortir el 9 de setembre paquets amb el joc amb els amiibo de Peach o de Bowser.
Nintendo ha promocionat Mario Party 10 per la televisió en forma d'anuncis.
La Nintendo americana va dir que el dia 10 de març de 2015 seria el Dia d'en Mario, per diverses raons: perquè Mar10 equival a Mario, perquè era dia 10, perquè sortiria Mario Party 10 i perquè faltaven 10 dies perquè sortís. Aprofitant tot això, la Nintendo americana va sortejar deu còpies de Mario Party 10 al seu compte de Twitter.
Durant les últimes setmanes abans del llançament, usuaris que tenen milions de subscriptors a YouTube van ser contractats per Nintendo España perquè promocionessin Mario Party 10.
El 18 de març de 2015 Nintendo of America va organitzar un seguit d'esdeveniment per diverses xarxes socials per recórrer a un sorteig de consoles Wii U i Mario Party 10 amb l'amiibo de Mario o bé l'amiibo de Mario Daurat.
Pins basats en el joc per decorar el menú HOME de Nintendo 3DS es van disponibilitzar, així com temes basats en el joc, a l'aplicació Decora el menú HOME: Centre de col·lecció de pins llançada només al Japó.
El 30 de setembre de 2016 el joc va rellançar-se sota la línia Nintendo Selects a Europa.